# 铜钟镇
铜钟镇，是中华人民共和国河南省驻马店市正阳县下辖的一个乡镇级行政单位。

## 行政区划
铜钟镇下辖以下地区：
铜钟村、崔塘村、大李村、建安村、王寨村、北王村、大黄村、土桥村、大盛村、汪庄村、姚寨村、姚前村、小李村、闫庄村和小胡庄村。